# Xavier Bosch i Sancho
Xavier Bosch i Sancho, conosciuto pubblicamente come Xavier Bosch, (Barcellona, 21 luglio 1967) è uno scrittore e giornalista spagnolo di lingua catalana.

## Biografia
È stato il creatore, insieme ad Antoni Bassas, del programma umoristico Alguna pregunta més? su Catalunya Ràdio, per cui ha ricevuto un Premio Ondas. Specializzato in giornalismo sportivo, ha lavorato presso La Vanguardia, TV3 e RAC 1 ed è stato direttore del giornale Avui dal 2007 al 2008. Nel 2010 è stato uno degli iniziatori di un nuovo quotidiano in lingua catalana, Ara. Per quanto riguarda la sua carriera di romanziere, ha scritto una trilogia interpretata dal giornalista Dani Santana, il cui primo libro Se sabrà tot ha ricevuto il Premi Sant Jordi de novel·la nel 2009. Il secondo e il terzo libro sono stati Homes d'honor (2012) ed Eufòria. Il suo ultimo romanzo Algú com tu (Qualcuno come te, 2015) ha vinto il premio Ramon Llull.

## Opere

### Racconti brevi
- Jo, el simolses, Barcelona, La Magrana, 1992.
- Estimat diari (con Lloll Bertran, Antoni Bassas), Barcelona, La Magrana, 1996.
- Vicis domèstics, Barcelona, La Magrana, 1998.

### Romanzi
- La màgia dels reis, Barcelona, Columna - La Galera, 1994.
- Se sabrà tot, 2009.
- Homes d'honor, Barcelona, Proa, 2012.
- Eufòria, 2014.
- Ti ho trovato tra le pagine di un libro, 2014

### Teatro
- El culékulé, Barcelona: La Magrana, 1996

## Premi
- Premio Ondas 1997 per il programma di umorismo Alguna pregunta més?
- Premio Mundo Deportivo di giornalismo 1999, per il programma Aquest any, cent!.
- Premio Premi APEI-Catalunya (alla sua sesta edizione) perEl món a RAC 1.
- Premio Ràdio Associació de Catalunya 2007 nella categoria del miglior programma radiofonico per El món a RAC 1.
- Premi Sant Jordi de novel·la per Se sabrà tot.
- Premio Ramon Llull 2015 per il romanzo Algú com tu.